# Huta-Certeze, Satu Mare
Huta-Certeze (în maghiară Lajosvölgy, în slovacă Ľudovítove údolie, în germană Ludwigsthal-Hütte) este un sat în comuna Certeze din județul Satu Mare, Transilvania, România.

## Istoric
Localitatea Huta Certeze a fost întemeiată în secolul al XIX-lea, în Țara Oașului, când pentru exploatarea minelor de fier au fost aduși coloniști slovaci și polonezi.
Localitatea Huta Certeze aparține de comuna Certeze, județul Satu Mare. Aceasta a fost înființată cu ajutorul inginerului minier și fost secretar al ministrului comerțului, Lajos Kovács, dar și a omului de stat István Széchényi. Aceștia au recrutat mineri și  specialiști siderurgi din diferite  zone miniere și siderurgice, pe care i-au așezat pe domeniul lui Lajos Kovács. Zonele de origine erau Zemplin, Spiš, Gemer, Borsod, Zvolen, Abaúj-Torna, Galiția-Polonia. Minerii erau romano-catolici. Așezarea a avut loc între 1851-1854.

## Parohia romano-catolică din Huta-Certeze
Michael Haas, episcop de Satu Mare, a decis să trimită la Huta-Certeze un preot care, pe lângă sarcinile parohiale, avea și obligația asigurării învățământului confesional. Episcopul Haas s-a angajat să renoveze și să doteze casa parohială, în aceeași clădire începând să funcționeze capela, casa parohială și școala confesională. Clădirea a fost sfințită de episcop pe 29 noiembrie 1863, la amenajarea parohiei contribuind enoriașii cu peste 700 de zile de muncă. 
În 1877, parohia Huta-Certeze este trecută provizoriu sub administrarea Parohiei din Iojib. Din lipsa resurselor financiare, timp de mai multe decenii nu s-a reușit restabilirea parohiei. 
Cu sprijin și din partea noului episcop de Satu Mare, Tibor Boromissza, în 1913 parohia își reia activitatea. S-a trecut apoi la construirea casei parohiale, între 1913-1915. Din cauza izbucnirii războiului, nu s-a mai finalizat construirea bisericii și ca urmare a fost modificat planul casei parohiale, în care s-au amenajat biserica și capela. 
În timpul parohului Károly Barna s-a construit actuala casă parohială cu etaj, cu ajutorul organizațiilor catolice din străinătate. A fost finalizată în 1980. 
Vechea clădire în care era capela a fost modificată, fostele camere ale parohului fiind anexate capelei, ridicându-se totodată și înălțimea pereților. Astfel capela a devenit mult mai spațioasă. 
În 1993 s-a început construirea noii biserici, sub conducerea parohului László Fagea. Biserica finalizată a fost sfințită la 14 august 2010 de episcopul Eugen Schönberger. Hramul bisericii este Sfântul Ioan Nepomuk. Dacă în anul 1864 erau 208 enoriași în Huta-Certeze, în anul 2012 numărul acestora crescuse la 841.

## Comunitatea slovacă din localitate
Școala de stat cu predare în limba slovacă s-a deschis în septembrie 1938, în două dintre încăperile casei parohiale. În toamna anului 1939, ca urmare a mobilizărilor și concentrării militare,  armata română a sechestrat casa parohială, cu scopul încartiruirii militarilor. Astfel s-a aprobat provizoriu desfășurarea învățământului în limba slovacă în capelă. În timpul ocupației maghiare din Transilvania între 1940-1944 școala era în limba maghiară după cum afirmă mulți bătrâni din sat care au făcut scoala în perioada aceea.
În 1999 a fost organizat învățământul facultativ în limba slovacă la școala din localitate, care a funcționat până în 2001.
Slovacii din Huta Certeze participă la acțiuni organizate de Uniunea Democratică a Slovacilor și Cehilor din România, cum ar fi vizita în fiecare an la Bazilica romano-catolică din Radna sau participarea copiilor la acțiuni dedicate zilei de 1 iunie.

## Personalități
- Moișe Certezer (Mojsche Tscherteser, Mózes Csertézer) ca. 1920-1978, sihastru hasidic, povestitor popular în limba idiș.